# Felix the Cat Live
Felix the Cat Live è una serie televisiva statunitense creata da Joe Oriolo insieme a Bert Hecht, trasmessa dalla CBS dal 1975 al 1977. Il programma rappresenta il primo adattamento televisivo del personaggio Felix the Cat, celebre per i cartoni animati.
La serie è disponibile in DVD, distribuita in nove volumi.
La storia è ambientata dopo la serie animata del 1958 ed è l'unica versione in cui non compaiono i personaggi del Professore, Rock Bottom, Poindexter, Vavoom, Martin e Skiddoo.
In Italia la serie è rimasta inedita.

## Trama
La serie segue le avventure di Felix, un affascinante gatto, e del suo amico Wally, un koala goffo, che condividono una magica casa sull'albero insieme a un gruppo di amici: Jennifer, Steve e successivamente Sean. I protagonisti imparano molte cose nuove, tra cui geologia, scienze, natura e storia.

## Personaggi
- Felix the Cat, doppiato da Rick Davis, è un gatto affascinante e gentile che incontra Wally e tre ragazzi: Jennifer, Steve e Sean. Nella prima parte dell'episodio Making Movies, ricorda il nonno mentre parla a Jennifer e Steve di cinema durante un gioco, e si riunisce con il suo professore, direttore del cinema CG.
- Wally the Koala, doppiato da Bobby Lee, è il migliore amico di Felix, molto goffo e maldestro.
- Signorina Marian, interpretata da Katie Doyle, è una donna che vive in una biblioteca. Ha un buon cuore con tutti ed è l'unica che insegna il Children's Fun Puzzle con Felix, Wally, Jennifer, Steve, e Sean, nell'episodio Give a Ring, ha una amica che si chiama Doris.
- Steve Webster, interpretato da Coleen Davis, è un ragazzo di quattordici anni (tredici al debutto) che è il membro più grande della banda. Esce di scena nel 1976 e viene menzionato nell'episodio Good Luck dall'cugino Sean, anche se è uscito di scena, i suoi episodi che appare vengono trasmessi nel 1977 prima di uscire.
- Jennifer Davis, interpretata da Carol Payne, è una bambina di nove anni (otto al debutto) che è l'unica femmina della banda. È dolce e bella, ed è anche coraggiosa e carina, nell'episodio Geology, ha un fratello maggiore di nome Jeffrey, per amici Slip, sua madre è menzionata nell'episodio Paper Ships.
- Sean Jones, interpretato da Shaun Jones.

### Altri personaggi
- Gary Delena.
- Elise Langan.

## Distribuzione
La serie è stata trasmessa sulla CBS dal 1975 al 1977, per un totale di 29 episodi.
Dal 2012 esiste un sito web ufficiale dedicato alla serie, creato dalla GSP Network (GlobalStarProductions Network).
La serie è disponibile anche su Vimeo e Amazon Prime.

## Episodi
| Stagione       | Episodi | Prima TV originale | Prima TV Italia |
| -------------- | ------- | ------------------ | --------------- |
| Prima stagione | 29      | 1975-1977          | inedito         |